# Girolamo Colonna di Sciarra
Girolamo Colonna di Sciarra (ur. 8 maja 1708 – zm. 18 stycznia 1763) – włoski kardynał.

## Życiorys
Wywodził się z rodu książąt Carbognano. Jego bratem był kardynał Prospero Colonna di Sciarra. Nominację kardynalską uzyskał w 1743 roku, mimo że nie miał wówczas żadnych święceń kapłańskich (dopiero 3 lata później otrzymał święcenia diakonatu). Brał udział w obchodach roku jubileuszowego 1750. Wicekanclerz Świętego Kościoła Rzymskiego w latach 1753–1756, następnie Kamerling Kamery Apostolskiej (od 1756 aż do śmierci). Jako kamerling zarządzał Rzymem podczas sediswakancji po śmierci Benedykta XIV w 1758. Przez ostatnie lata życia był Wielkim Przeorem rzymskiego przeoratu zakonu joannitów i archiprezbiterem bazyliki liberiańskiej. Zmarł w Rzymie.